# Yurisel Laborde
Yurisel Laborde Duanes (18 de agosto de 1979) es una deportista cubana que compitió en judo.
Participó en los Juegos Olímpicos de Atenas 2004, obteniendo una medalla de bronce en la categoría de –78 kg. En los Juegos Panamericanos consiguió dos medallas, en los años 2003 y 2007.
Ganó cuatro medallas en el Campeonato Mundial de Judo entre los años 2001 y 2007, y cinco medallas en el Campeonato Panamericano de Judo entre los años 2001 y 2008.

## Palmarés internacional
| Juegos Olímpicos        | Juegos Olímpicos                | Juegos Olímpicos  | Juegos Olímpicos |
| Año                     | Lugar                           | Medalla           | Categoría        |
| ----------------------- | ------------------------------- | ----------------- | ---------------- |
| 2004                    | Atenas (Grecia)                 | Medalla de bronce | –78 kg           |
| Campeonato Mundial      |                                 |                   |                  |
| Año                     | Lugar                           | Medalla           | Categoría        |
| 2001                    | Múnich (Alemania)               | Medalla de plata  | –78 kg           |
| 2003                    | Osaka (Japón)                   | Medalla de plata  | –78 kg           |
| 2005                    | El Cairo (Egipto)               | Medalla de oro    | –78 kg           |
| 2007                    | Río de Janeiro (Brasil)         | Medalla de oro    | –78 kg           |
| Juegos Panamericanos    |                                 |                   |                  |
| Año                     | Lugar                           | Medalla           | Categoría        |
| 2003                    | Santo Domingo (Rep. Dominicana) | Medalla de plata  | –78 kg           |
| 2007                    | Río de Janeiro (Brasil)         | Medalla de plata  | –78 kg           |
| Campeonato Panamericano |                                 |                   |                  |
| Año                     | Lugar                           | Medalla           | Categoría        |
| 2001                    | Córdoba (Argentina)             | Medalla de oro    | –78 kg           |
| 2002                    | Santo Domingo (Rep. Dominicana) | Medalla de oro    | –78 kg           |
| 2006                    | Buenos Aires (Argentina)        | Medalla de bronce | –78 kg           |
| 2007                    | Montreal (Canadá)               | Medalla de plata  | –78 kg           |
| 2008                    | Miami (Estados Unidos)          | Medalla de oro    | –78 kg           |